# Bertone Birusa
De Bertone Birusa is een conceptauto gebouwd door het Italiaanse designbureau Bertone. De auto werd in 2003 voor het eerst gepresenteerd tijdens de Autosalon van Genève.
De Birusa is gebaseerd op de BMW Z8 en deelt de motor met deze auto. Bijna alle verlichting in de Birusa bestaat uit leds welke compacter en energiezuiniger zijn dan conventionele verlichtingsmethoden. De buitenspiegels zijn in de Birusa achterwege gelaten en vervangen door camera's die beelden naar het scherm in het dashboard sturen.
Birusa heeft productie overwogen maar de auto bestond uit complexe en dure onderdelen waardoor het financieel niet rendabel zou zijn om tot massaproductie over te gaan.